# Nkhotakota
Nkhotakota ist eine Stadt in der Zentralregion von Malawi mit 28.350 Einwohnern (Stand: 2018, Volkszählung). Sie ist Hauptstadt des gleichnamigen Distriktes, der eine Fläche von 4259 km² und 230.000 Einwohner hat. Die Stadt hat zwei Krankenhäuser, eine Filiale der National Bank of Malawi, ein Flugfeld, ist an das nationale Stromnetz angeschlossen und ihr Hafen wird von der MS Ilala regelmäßig angelaufen. Richtung Nkhata Bay führt eine Straße.
In Nkhotakota steht eine große Langhaus-Missionskirche, die ein Zeugnis der Missionsarbeit darstellt, die hier von der Likoma-Insel im Malawisee ausging. Missionsträger war die Universities Mission to Central Africa (UMCA).
Am Hang über der Stadt liegt das 1800 Quadratkilometer große Schutzgebiet Nkhotakota Wildlife Reserve, das sich am Westufer des Sees nach Norden bis zum Dwangwa hinzieht.
Weiter bekannt ist Nkhotakota als eine der ältesten Marktstädte im subsaharischen Afrika und als die letzte arabische Razzia-Station (Razzia (arabisch) = Sklavenjagd). Sklaven und Handelswaren gelangten auf Dhaus über den See. Der Ort war ehemals als Handelsplatz der Sklaverei und für Elfenbein bekannt. Südlicher kamen die arabischen Sklavenhändler nicht. Ihr Leiter wurde von Briten gehängt.
Mit Unterstützung der Geothermal Development Company aus Kenia zusammen mit Geothermal Projects Malawi kam es seit 2010 im Umfeld der Stadt zu Untersuchungen zwecks Energieerzeugung mit geothermalen Anlagen. Hier treten Thermalquellen auf, deren Austrittstemperaturen bis 78 Grad Celsius betragen.
Weiter wurde Nkhotakota bekannt durch einen wilden Feigenbaum, unter dem David Livingstone am 10. September 1863 den Häuptling Juma ben Saidi („Jumbe“) traf, der ihn mit 50 Gefolgsleuten freundlich begrüßte.